# Commission du Développement durable et de l'Aménagement du territoire
Pour les articles homonymes, voir Commission du Développement durable.
Histoire
Cadre
Bureau
La commission du Développement durable et de l'Aménagement du territoire est l'une des huit  commissions permanentes de l'Assemblée nationale française.
Elle est créée le 1er juillet 2009 par la scission de l'ancienne commission des Affaires économiques, de l'Environnement et du Territoire devant la part de plus en plus importante prise par les questions environnementales.

## Organisation

### Compétences
Les compétences de la commission, fixées par l'article 36, alinéa 14, du Règlement sont les suivantes : 
- aménagement du territoire
- constructions
- transports
- équipements
- infrastructures
- travaux publics
- environnement
- chasse

### Composition du bureau

#### Liste des présidents
| Président                     | Groupe            | Groupe          | Dates du mandat   | Dates du mandat   | Législature |
| ----------------------------- | ----------------- | --------------- | ----------------- | ----------------- | ----------- |
| Christian Jacob               |                   | UMP             | 1er juillet 2009  | 1er décembre 2010 | XIIIe       |
| Serge Grouard                 | 1er décembre 2010 | UMP             | 19 juin 2012      |                   | XIIIe       |
| Jean-Paul Chanteguet          |                   | SRC/SER         | 28 juin 2012      | 20 juin 2017      | XIVe        |
| Barbara Pompili               |                   | LREM            | 29 juin 2017      | 15 juillet 2020   | XVe         |
| Véronique Riotton             | 15 juillet 2020   | LREM            | 10 septembre 2020 |                   | XVe         |
| Laurence Maillart-Méhaignerie | 10 septembre 2020 | LREM            | 21 juin 2022      |                   | XVe         |
| Jean-Marc Zulesi              | RE                | 30 juin 2022    | 9 juin 2024       | XVIe              |             |
| Sandrine Le Feur              | EPR               | 20 juillet 2024 |                   | XVIIe             |             |

#### XIIIelégislature
Lors de la XIIIe législature, elle est présidée par Christian Jacob et a pour vice-présidents Jérôme Bignon, Stéphane Demilly, Fabienne Labrette-Ménager et Philippe Tourtelier. 

#### XIVelégislature
Du 28 juin 2012 au 20 juin 2017, elle a été présidée par Jean-Paul Chanteguet (PS).
| Poste           | Titulaire           | Titulaire               | Groupe  | Circonscription        |
| --------------- | ------------------- | ----------------------- | ------- | ---------------------- |
| Président       |                     | Jean-Paul Chanteguet    | SRC/SER | Indre (1re)            |
| Vice-présidents | Christophe Bouillon | Seine-Maritime (5e)     | SRC/SER |                        |
| Vice-présidents | Catherine Quéré     | Charente-Maritime (3e)  | SRC/SER |                        |
| Vice-présidents |                     | François-Michel Lambert | ÉCOLO   | Bouches-du-Rhône (10e) |
| Vice-présidents |                     | Jean-Marie Sermier      | UMP     | Jura (3e)              |
| Secrétaires     |                     | Patrice Carvalho        | GDR     | Oise (6e)              |
| Secrétaires     |                     | Stéphane Demilly        | UDI     | Somme (5e)             |
| Secrétaires     |                     | Jacques Kossowski       | UMP     | Hauts-de-Seine (3e)    |
| Secrétaires     |                     | Jacques Krabal          | RRDP    | Aisne (5e)             |

#### XVelégislature
| Poste           | Titulaire                                                     | Titulaire                                  | Groupe | Circonscription           |
| --------------- | ------------------------------------------------------------- | ------------------------------------------ | ------ | ------------------------- |
| Présidente      |                                                               | Barbara Pompili (jusqu'au 15 juillet 2020) | REM    | Somme (2e)                |
| Présidente      | Laurence Maillart-Méhaignerie (à partir du 10 septembre 2020) | Ille-et-Vilaine (2e)                       |        |                           |
| Vice-présidents |                                                               | Guillaume Garot                            | NG     | Mayenne (1re)             |
| Vice-présidents |                                                               | Adrien Morenas                             | REM    | Vaucluse (3e)             |
| Vice-présidents |                                                               | Jean-Marie Sermier                         | LR     | Jura (3e)                 |
| Secrétaires     |                                                               | Sophie Auconie                             | UDI    | Indre-et-Loire (3e)       |
| Secrétaires     |                                                               | Jean-Luc Fugit                             | REM    | Rhône (11e)               |
| Secrétaires     | Stéphanie Kerbarh                                             | Seine-Maritime (9e)                        |        |                           |
| Secrétaires     |                                                               | Florence Lasserre                          | MoDem  | Pyrénées-Atlantiques (5e) |

#### XVIelégislature
| Poste           | Titulaire | Titulaire                    | Groupe    | Circonscription       |
| --------------- | --------- | ---------------------------- | --------- | --------------------- |
| Président       |           | Jean-Marc Zulesi             | RE        | Bouches-du-Rhône (8e) |
| Vice-présidents |           | Lisa Belluco                 | ECO       | Vienne (1re)          |
| Vice-présidents |           | Marjolaine Meynier-Millefert | RE        | Isère (10e)           |
| Vice-présidents |           | Bruno Millienne              | DEM       | Yvelines (9e)         |
| Vice-présidents |           | Pierre Vatin                 | LR        | Oise (5e)             |
| Secrétaires     |           | Nathalie Bassire             | LIOT      | Réunion (3e)          |
| Secrétaires     |           | Jean-Luc Fugit               | RE        | Rhône (11e)           |
| Secrétaires     |           | Loïc Prud'homme              | LFI-NUPES | Gironde (3e)          |
| Secrétaires     |           | Anne-Cécile Violland         | HOR       | Haute-Savoie (5e)     |

#### XVIIelégislature
| Poste           | Titulaire | Titulaire         | Groupe | Circonscription     |
| --------------- | --------- | ----------------- | ------ | ------------------- |
| Présidente      |           | Sandrine Le Feur  | EPR    | Finistère (4e)      |
| Vice-présidents |           | Emmanuel Blairy   | RN     | Pas-de-Calais (1re) |
| Vice-présidents |           | Mickaël Cosson    | Dem    | Côtes-d'Armor (1re) |
| Vice-présidents |           | Gérard Leseul     | SOC    | Seine-Maritime (5e) |
| Vice-présidents |           | Jean-Pierre Taite | DR     | Loire (6e)          |
| Secrétaires     |           | Lisa Belluco      | ÉcoS   | Vienne (1re)        |
| Secrétaires     |           | Marcellin Nadeau  | GDR    | Martinique (2e)     |
| Secrétaires     |           | David Taupiac     | NI     | Gers (2e)           |
| Secrétaires     |           | Vincent Thiébaut  | HOR    | Bas-Rhin (9e)       |